# Notre-Dame-du-Nuage

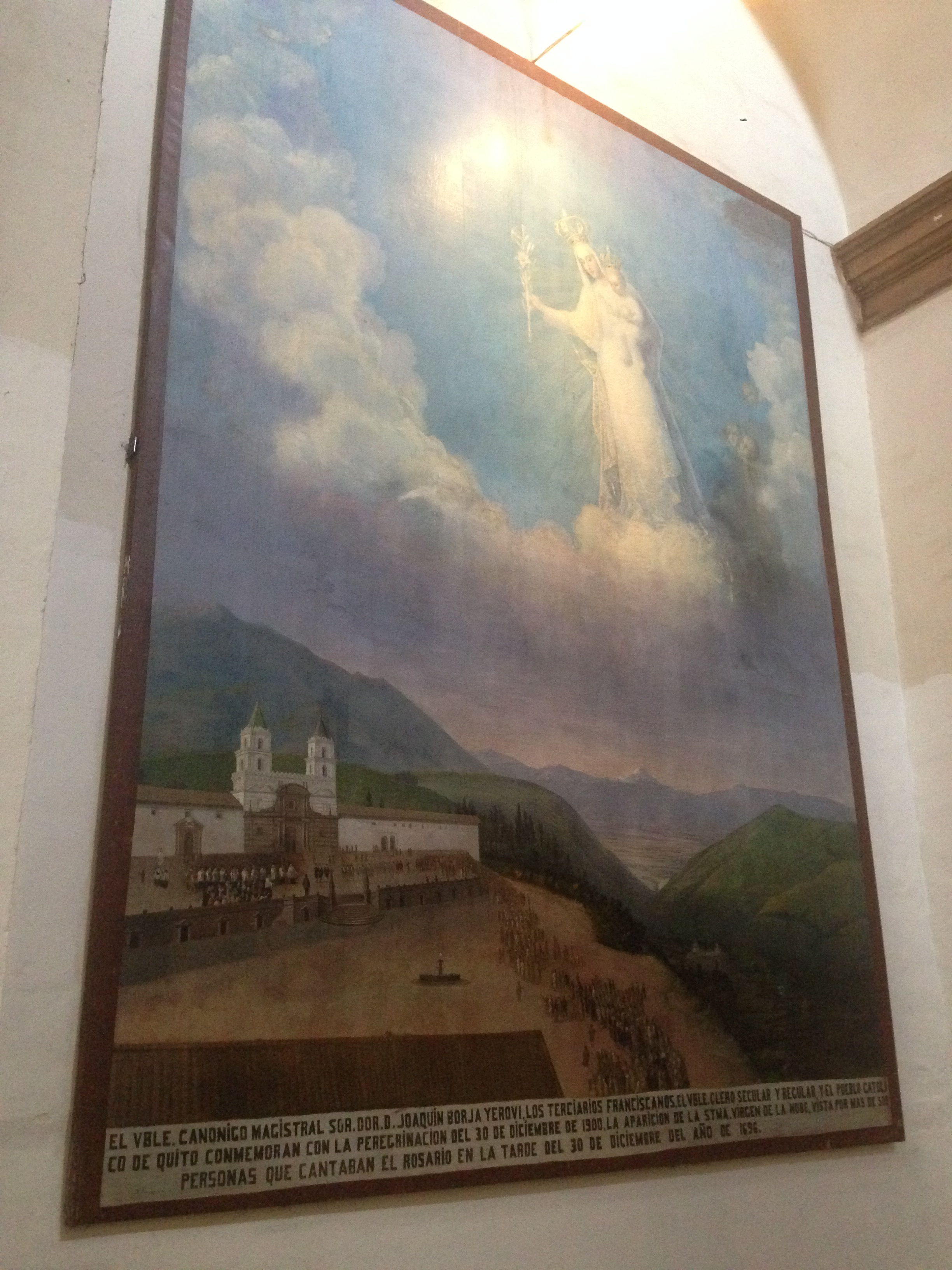
Le miracle de Notre-Dame-du-Nuage est commémoré par le peuple avant de l'église Saint-François-d'Assise de Quito le 30 décembre 1900.

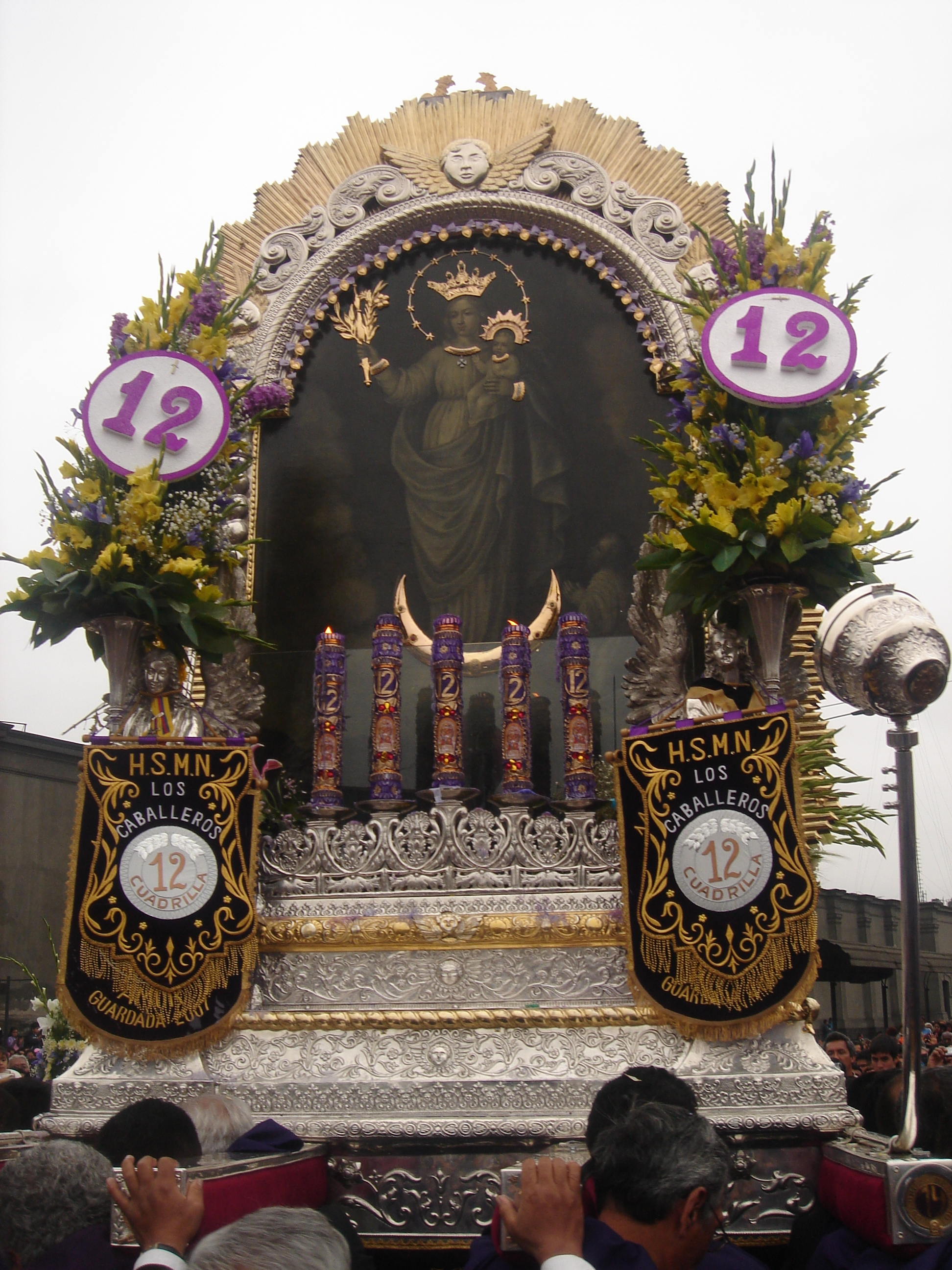
La Vierge-du-Nuage en 2007

Notre-Dame-du-Nuage (en espagnol : Nuestra Señora de la Nube), ou encore Vierge-du-Nuage une image de la Vierge Marie, sous la forme d'une Reine portant un sceptre de la main droite, avec un rameau d'olivier, symbole de son lien avec Israël, ou symbole de la paix (comme la statue de Notre-Dame-de-la-Paix de Picpus) ; de son bras gauche elle tient l'Enfant Jésus qui tient un globe terrestre dans sa main gauche. Elle a un croissant de lune sous les pieds comme sur les images de Notre-Dame de Guadalupe ou de Notre-Dame des Grâces de Cotignac, lune symbole cosmique de l'Apocalypse : « Un grand signe parut dans le ciel : Une femme enveloppée du soleil, la lune sous ses pieds, et une couronne de douze étoiles sur sa tête »  (Ap., 12-1). Mais elle est ici enveloppée de la nuit.

## Histoire
En 1696, Mgr don Sancho de Andrade et Figueroa de Quito est malade et le village de Guálupo, dévot à la Vierge Marie, décide d'organiser une neuvaine pour son rétablissement ; une procession du Rosaire est organisé le 30 décembre et soudain, une image de la Vierge Marie est apparue dans le ciel, formé par les nuages. Presque 500 personnes auraient vu ce fait, et l'évêque aurait soudain guéri. Le peuple catholique d'Équateur lui rend depuis hommage, avec l'invocation Virgen de la Nube, la Vierge des Nuages, et son image est placée dans l'Église San Francisco d'Azogues.
Au début de chaque année, plus précisément, chaque 1er janvier des milliers de croyants viennent dans la ville d'Azogues pour vénérer et participer à tous les actes préparés par les Franciscains, en Équateur et pour la procession.
Au Pérou, en hommage au berceau de la naissance de sœur Antonia Lucia du Saint Esprit, cette toile fut apportée Seigneur des Miracles le 20 octobre 1747, à Lima où elle est aussi vénérée. Cet événement est rapporté par la chronique de 1747 de Don Joseph Eusebio de Llano Zapata, un écrivain péruvien. Mère Antonia, fondatrice du Monastère de Las Nazarenas, des carmélites déchaussées, de naissance équatorienne, morte en 1709, peu après l'apparition de la Vierge à Quito, aurait apporté cette dévotion au Pérou au XVIIe siècle. En Équateur et au Pérou de nombreuses peintures et sculptures la représentent.